# Paias Wingti
Paias Wingti (ur. 2 lutego 1951) – papuaski polityk.
Od 1978 do 1980 sprawował urząd ministra transportu, a od 1982 do 1985 - wicepremiera Papui-Nowej Gwinei z ramienia partii Pangu. Stał na czele Ludowego Ruchu Demokratycznego (PDM). Dwukrotny premier kraju: od 21 listopada 1985 do 4 lipca 1988 oraz od 17 lipca 1992 do 30 sierpnia 1994.